# Saab-fabriken i Malmö
Saab-fabriken i Malmö var en bilfabrik i Malmö. Den togs i drift hösten 1989 och lades ned två år senare, 30 juni 1991. Fabriken låg i en av Kockums monteringshallar i nuvarande Västra hamnen. Lokalerna övertogs av Malmömässan och större delen revs 2009.

## Bakgrund
Under 1970-talet och 1980-talet hamnade svensk industri i kris. Låglöneländer utgjorde en svår konkurrens och i många fall fick staten gå in och ge stöd för att hindra massarbetslöshet. Bland de mer kända kriserna är varvskrisen. När staten hjälpte Volvo att starta Volvo Uddevallaverken, som stöd till den tidigare varvsorten Uddevalla, krävde Saab en liknande behandling. Valet föll då på Malmö där Kockums varv lagts ner tidigare. Saab fick köpa mark och lokaler för en symbolisk summa och fick dessutom stödpengar för att bygga om en tidigare varvshall till en ultramodern bilfabrik som precis som Uddevallaverken skulle bygga bilar enligt lagprincipen (teamprincipen) istället för löpande band-principen. Projektering av fabriken påbörjades under 1986 och innefattade ombyggnad av gamla hall 7, utfyllnad av en hamnbassäng (för uppställning av färdiga bilar) samt tillbyggnader av den befintliga hallen.

## Ny produktionsprincip
Medan fabriken byggdes under 1988 och 1989 funderade Saab Automobile på vilka bilmodeller som skulle byggas i Malmö. För att prova hur produktionen skulle kunna ske startade man en provverksamhet i MFI:s (Malmö Flygindustri) lokaler som tillhörde Saab. Här tillverkade man 30 stycken Saab 9000 (och eventuellt ett antal Saab 900) för hand. De 30 Saab 9000 som tillverkades var alla likadana och mycket välutrustade, troligen för att kunna prova monteringsmetoder för olika tillbehör. De 30 Saab 9000 som tillverkades såldes, utom en, tillverkningsnummer 1, som skänktes till Malmö stad och som numer kan ses på Malmö tekniska museum. Av de övriga 29 bilarna är endast en i körbart skick och två i mycket dåligt skick[källa behövs], medan resten är skrotade. Dessa fordon har produktionsplats 4 i sin VIN-kod. I slutändan beslutade man att bara bygga Saab 900 i Malmöfabriken och produktion enligt lagprincipen startade på hösten 1989.
I samband med att fabriken invigdes avvecklades produktionen i vid den tidigare ASJ-fabriken i Arlöv. Den hade dittills  tillverkat Saab 900 med löpande band-principen och tidigare bl.a. tillverkat Sonett 1966-1975. Arlövfabriken med dess inventarier såldes därefter.

## GM köper Saab
Lite senare samma år meddelade General Motors att man hade för avsikt att köpa 50 % av aktierna i Saab och 15 mars 1990 gick affären igenom. En kort tid efter köpet började GM se över Saab Automobile för att kunna göra besparingar och göra produktionen mer lönsam. Malmöfabriken granskades och produktionen, som dittills varit knappt 200 bilar på nästan ett år, gjorde att GM beslutade att återinföra löpande bandprincipen för att öka produktionstakten. När tillverkningsåret 1989 avslutades hade 209 stycken Saab 900 tillverkats.

## Nedläggning
Saab Automobile köpte tillbaka det löpande bandet från fabriken i Arlöv och monterade detta i Malmöfabriken. Produktionen av Saab 900 på det nygamla löpande bandet kom igång under produktionsåret 1990 och 5304 st Saab 900 av 1990 års modell tillverkades. Under produktionsåret 1991 ökade produktionstakten, men senare samma år meddelade GM att man inte ansåg fabriken lönsam och nödvändig, och att produktionen inte skulle återupptas efter industrisemestern 1991. 14243 bilar tillverkades under produktionsåret 1991 och innan semestern tillverkades dessutom 12 st Saab 900 med årsmodell 1992 innan produktionen lades ned 30 juni 1991. Sammanlagt tillverkades 20664 bilar i Saabs mönsterfabrik i Malmö.